# Shirakiacris brachyptera
Shirakiacris brachyptera är en insektsart som beskrevs av Zheng, Z. 1983. Shirakiacris brachyptera ingår i släktet Shirakiacris och familjen gräshoppor. Inga underarter finns listade i Catalogue of Life.